# Disputaciones metafísicas
Las Disputaciones metafísicas, en las que se trata ordenadamente de toda la teología natural y se discute acerca de todas las cuestiones sobre los doce libros de Metafísica de Aristóteles, tomo primero y tomo segundo (en el original en latín, Metaphysicarum disputationem in quibus et universa naturalis theologia ordinate traditur, et quaestiones omnes ad duodecim Aristotelis libros pertinentes accurate disputantur Tomus prior, Tomus posterior) es una obra filosófica y teológica del jesuita español Francisco Suárez, publicada en Salamanca en 1597.
Es considerada la más importante síntesis del escolasticismo y del pensamiento de la Escuela de Salamanca. De gran extensión y ardua argumentación, en ella Suárez se muestra partidario de las tesis del molinismo, y trata asuntos muy sujetos a controversia como causa libre y causalidad inmanente, potencia y acto, acción y creaturidad,  duración: existencia como incontradicción y causa.
Cada una de las materias tratadas por el Doctor Eximius, se abre con una discusión de opciones sobre ella y se cierra con una exposición que define la posición del autor. Para muchos estudiosos son las Disputationes la mayor aportación de la filosofía española al pensamiento moderno, reconocida como tal, por autores desde Leibniz a Heidegger.

## Traducción al español
- Disputaciones metafísicas / Francisco Suárez; edición y traducción de Sergio Rábade Romeo, Salvador Caballero Sánchez y Antonio Puigcerver Zanón. Madrid: Gredos, 1960. Biblioteca hispánica de filosofía, 24, 7 vols. 5450 páginas. ISBN 8424920635.
- Disputaciones metafísicas / Francisco Suárez; presentación de Sergio Rábade Romeo; estudio preliminar de Francisco León Florido; traducción, Sergio Rábade Romeo, Salvador Caballero Sánchez y Antonio Puigcerver Zanón, Madrid: Tecnos, 2011. Resumen-selección, 311 páginas. ISBN 978-84-309-5283-0.

- Datos: Q6823127